# Dick Clark (televíziós)
Richard Wagstaff Clark (Bronxville, New York, 1929. november 30. - Santa Monica, Kalifornia, 2012. április 18.) amerikai rádiós és televíziós műsorvezető, producer és színész volt. Leginkább az American Bandstand műsorvezetőjeként ismert; ő vezette továbbá a Pyramid című vetélkedőt és a Dick Clark's New Year's Rockin' Eve című műsort is.
Az American Bandstand epizódjai során olyan előadók jelentek meg mint az Ike & Tina Turner, a Smokey Robinson and the Miracles, Stevie Wonder, Simon & Garfunkel, Iggy Pop, Prince, Talking Heads és Madonna. Dick Clarkot "Amerika legidősebb tinédzsereként" vagy a "világ legidősebb tinédzsereként" emlegették, mivel folyamatosan fiatalos külsővel rendelkezett, a műsor közönsége pedig leginkább a tinédzser korosztály volt.
A Dick Clark Productions alapítója és vezérigazgatója is volt. Az American Bandstand Diner nevű étterem alapítója, és az American Music Awards ötletgazdája.

## Élete
Bronxville-ben született, és a közeli Mount Vernon-ban nőtt fel. Szülei Richard Augustus Clark és Julia Fuller Clark voltak. Testvére pilóta volt a második világháborúban. Az A.B. Davis High School középiskolába járt, ahol átlagosan teljesített. Tíz éves korában elhatározta, hogy rádiós karriert folytat.  A Syracuse Egyetem-en diplomázott 1951-ben, ahol a Delta Kappa Epsilon (Phi Gamma) testvériség tagja volt.
Karrierje 1945-ben kezdődött a WRUN rádióállomásnál. Dolgozott a WOLF-AM-nél is. Diploma után visszatért a WRUN-hoz, ahol a "Dick Clay" nevet viselte. Ezután a WKTV tévécsatornánál kapott állást, ahol a Cactus Dick and the Santa Fe Riders című countryzenei műsort vezette. Később Robert Earle-t váltotta a híradósi poszton.
Több rádióállomást is birtokolt. 1964-től 1978-ig a KFOO tulajdonosa volt. 1967-ben megvette a KGUD-AM-FM-et (ma KTMS és KTYD).
1952-ben a pennsylvaniai Drexel Hillbe költözött. A helyi WFIL nevű rádiónál lett DJ, ekkor vette fel a Dick Clark nevet. A WFIL társcsatornája a ma WPVI néven ismert televíziócsatorna volt, amely 1952-ben indított egy műsort Bob Horn's Bandstand címmel. Clark egy hasonló műsor vezetője volt a rádiónál, és gyakran helyettesítette Horn-t, amíg ő nyaralt. Horn-t 1956-ban letartóztatták ittas vezetésért, így ezen év júliusában Clark lett az új műsorvezető.
A Bandstand 1957. augusztus 5-én debütált az ABC csatornán. A műsor népszerűnek számított. Ennek hatására nagyobb közönség ismerkedett meg a rock'n'roll műfajával.
1958-ban elindult a The Dick Clark Show, amely az év végére több, mint 20 milliós nézőszámmal rendelkezett.

## Magánélete
Richard A. Clark fia volt, aki a WRUN rádió menedzsere volt.
Háromszor nősült. Első felesége Barbara Mallery volt, akivel 1952-ben házasodott össze. Egy gyermekük született, Richard A. Clark. 1961-ben elváltak. Egy évvel később feleségül vette Loretta Martint, akitől két gyermeke született: Duane és Cindy. 1971-ben elváltak. Harmadik felesége Kari Wigton volt, akivel 1977-ben házasodott össze. Clarknak három unokája volt.

## Betegsége és halála
A Larry King Live! 2004. áprilisi adásában bejelentette, hogy 2-es szintű cukorbetegsége van. Halotti bizonyítványa kimutatta, hogy halála idején koszorúér-betegsége volt.
2012. április 28-án hunyt el egy Santa Monica-i kórházban, szívinfarktus következtében. Elhamvasztották, hamvait pedig a Csendes-óceánba szórták.